# Пурпе (посёлок)
Пурпе́ (нен. Пюльпёта, назван по одноимённой реке) — упразднённый посёлок в Пуровском районе Ямало-Ненецкого автономного округа России
В 2021 году включен в состав города Губкинский и упразднён из учётных данных. 

## География
Пурпе расположен в 8 км к северо-востоку от центра города Губкинский и в 98 км от к юго-западу от города Тарко-Сале.
Находится в 1 км к северу от реки Пякупур.

## История
Основан в январе 1978 года как посёлок строителей-железнодорожников, занятых на постройке железной дороги Сургут — Новый Уренгой.
С 2006 до 2020 гг. образовывал муниципальное образование посёлок Пурпе со статусом сельского поселения как единственный населённый пункт в его составе: в 2020 году сельское поселение было упразднено в связи с преобразованием муниципального района в муниципальный округ.
Законом от 23 апреля 2021 года посёлок Пурпе упразднён и без сохранения статуса населённого пункта присоединён к городу Губкинскому.

## Население
| 1989  | 2002  | 2009  | 2010  | 2011  | 2012  | 2013  |
| ----- | ----- | ----- | ----- | ----- | ----- | ----- |
| 6845  | ↗9074 | ↗9100 | ↗9840 | ↘9790 | ↘9726 | ↘9618 |
| 2014  | 2015  | 2016  | 2017  | 2018  | 2019  | 2020  |
| ↘9565 | ↘9501 | ↘9483 | ↗9598 | ↘9589 | ↗9600 | ↘9570 |

## Экономика
Через Пурпе проходит магистральный нефтепровод «Транснефти». На сентябрь 2008 года запланирован ввод в строй новой 550-километровой ветки нефтепровода Ванкор — Пурпе.

## Инфраструктура
На 2020 год в посёлке имеются два парка. Парк — Центральный, находящийся напротив Библиотеки семейного чтения (ул. Аэродромная, 12) и парк Молодёжный, расположенный в самом центре, между территорией станции и посёлка.
В парке «Центральный» установлены несколько архитектурных монументов: Памятный камень и Веснянка.
Парк «Молодёжный» был открыт в 2019 году и украшен фигурами героев русский народных сказок, таких как Емеля, Репка и т. п.
В июне 2021 был открыт новый детский ясли-сад на 240 мест «Колокольчик», в который родители смогут устроить ребёнка в возрасте от двух месяцев.
С мая 2023 года началось строительство (реконструкция) нового 3-х этажного вокзала по Железнодорожной улице
На момент октября 2024 года строительство подходит к концу, планируемые сроки окончания работ — декабрь 2024 года.

## Транспорт

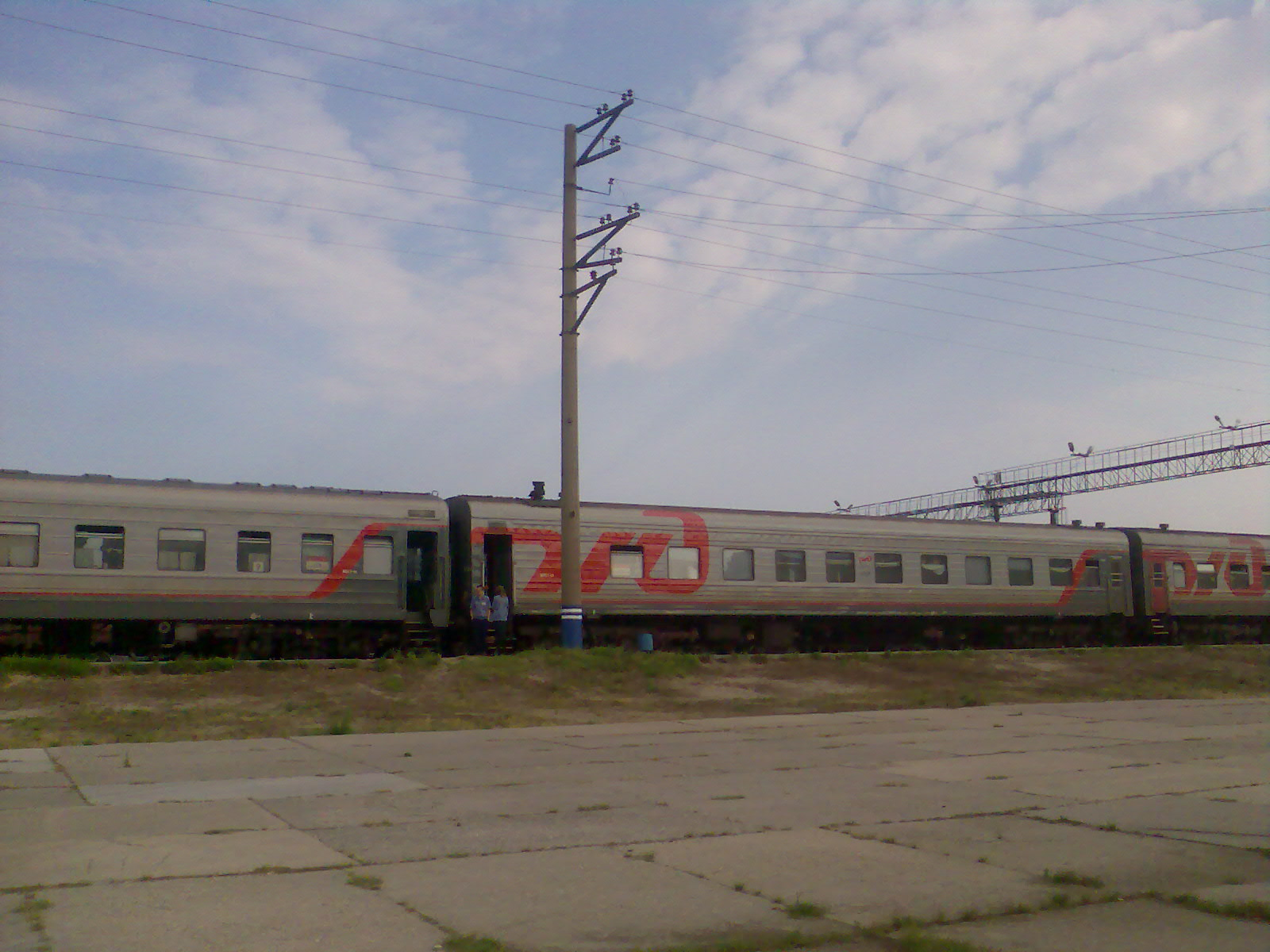
Поезд № 110Э Москва — Новый Уренгой на станции Пурпе (июль 2012 года)

Через Пурпе проходит однопутная неэлектрифицированная железная дорога Сургут — Новый Уренгой. Имеется одноимённая крупная железнодорожная станция, через которую проходят круглогодичные пассажирские поезда дальнего следования из Нового Уренгоя на Москву (011/012, 109/110), Екатеринбург (309/310), Казань (377/378), Новосибирск (125/126), Уфу (331/332), а также добавочные и разовые на Москву (502), Санкт-Петербург (573), Тюмень (529), Челябинск (389/390). В среднем, около 5 пар поездов в сутки. Также на станции производится широкий спектр грузовых операций, связанных с погрузкой сыпучих и наливных (нефть и нефтепродукты) грузов, а также древесины. Через посёлок проходит региональная трасса с твердым асфальтобетонным покрытием Сургут — Салехард.

## Символика
3 июня 2011 года Собрание депутатов посёлка утвердило положения о гербе и флаге муниципального образования. 2 ноября символы были занесены Геральдическим советом при президенте РФ в Государственный геральдический регистр.